# Bakassi-Halbinsel

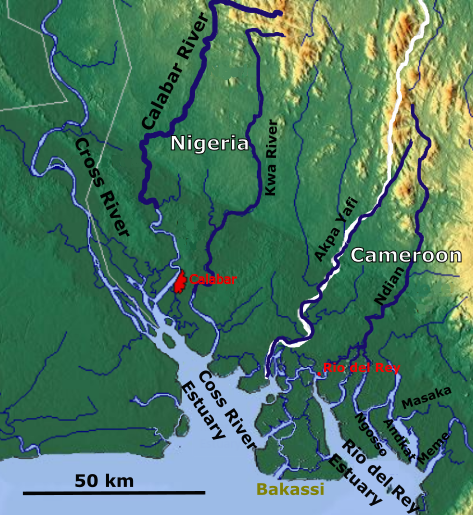
Die Bakassi-Halbinsel

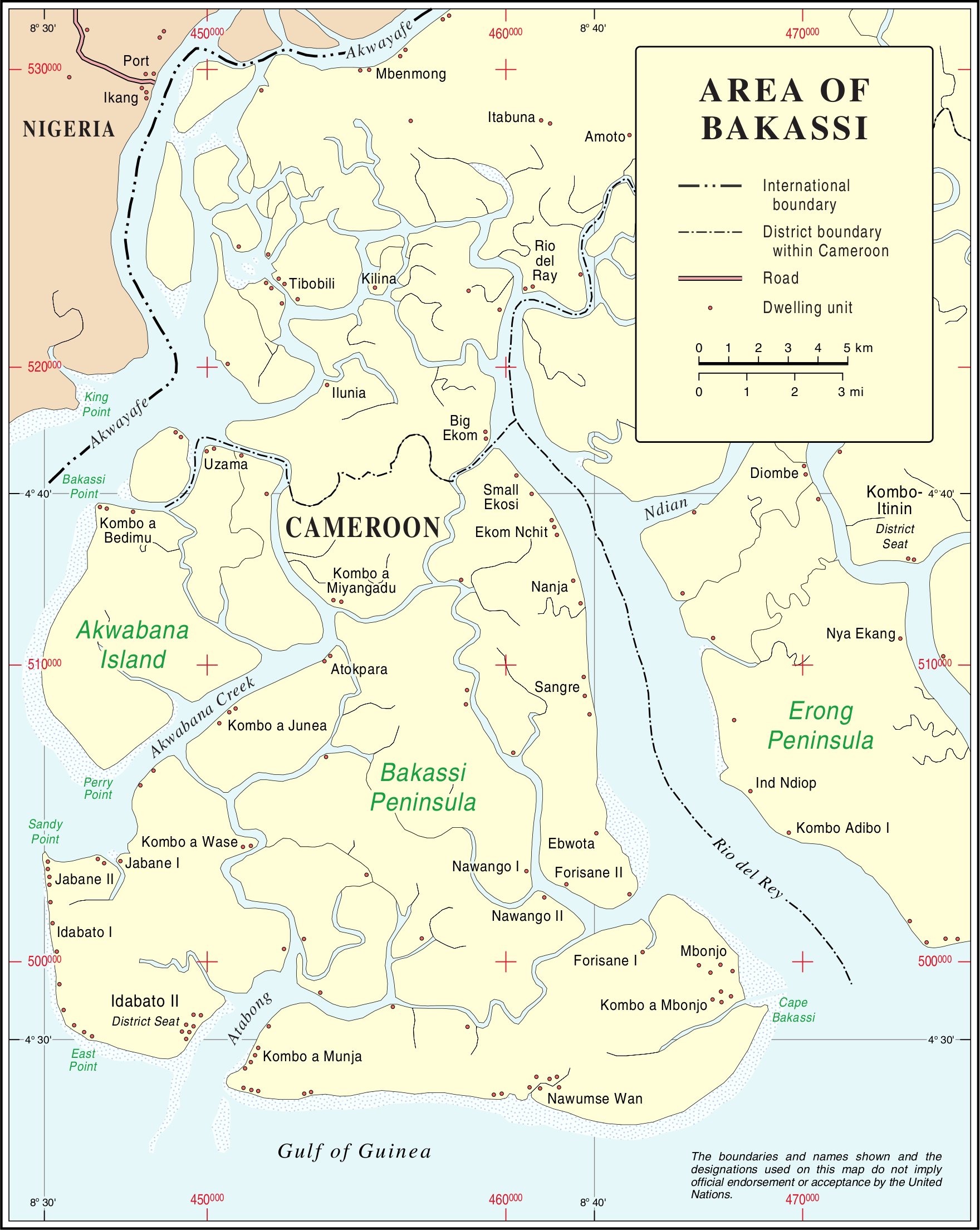

Die Bakassi-Halbinsel ist ein rund 1000 km² großes Gebiet im Golf von Guinea. Die fisch- und erdölreiche Halbinsel wird in der potenziellen Bedeutung oft mit Kuwait verglichen und war in den 1990er Jahren Gegenstand eines Grenzkonfliktes zwischen Kamerun und Nigeria. Der Internationale Gerichtshof entschied 2002, dass sie zu Kamerun gehört. Im August 2008 übergab Nigeria das Gebiet an Kamerun.

## Geographie

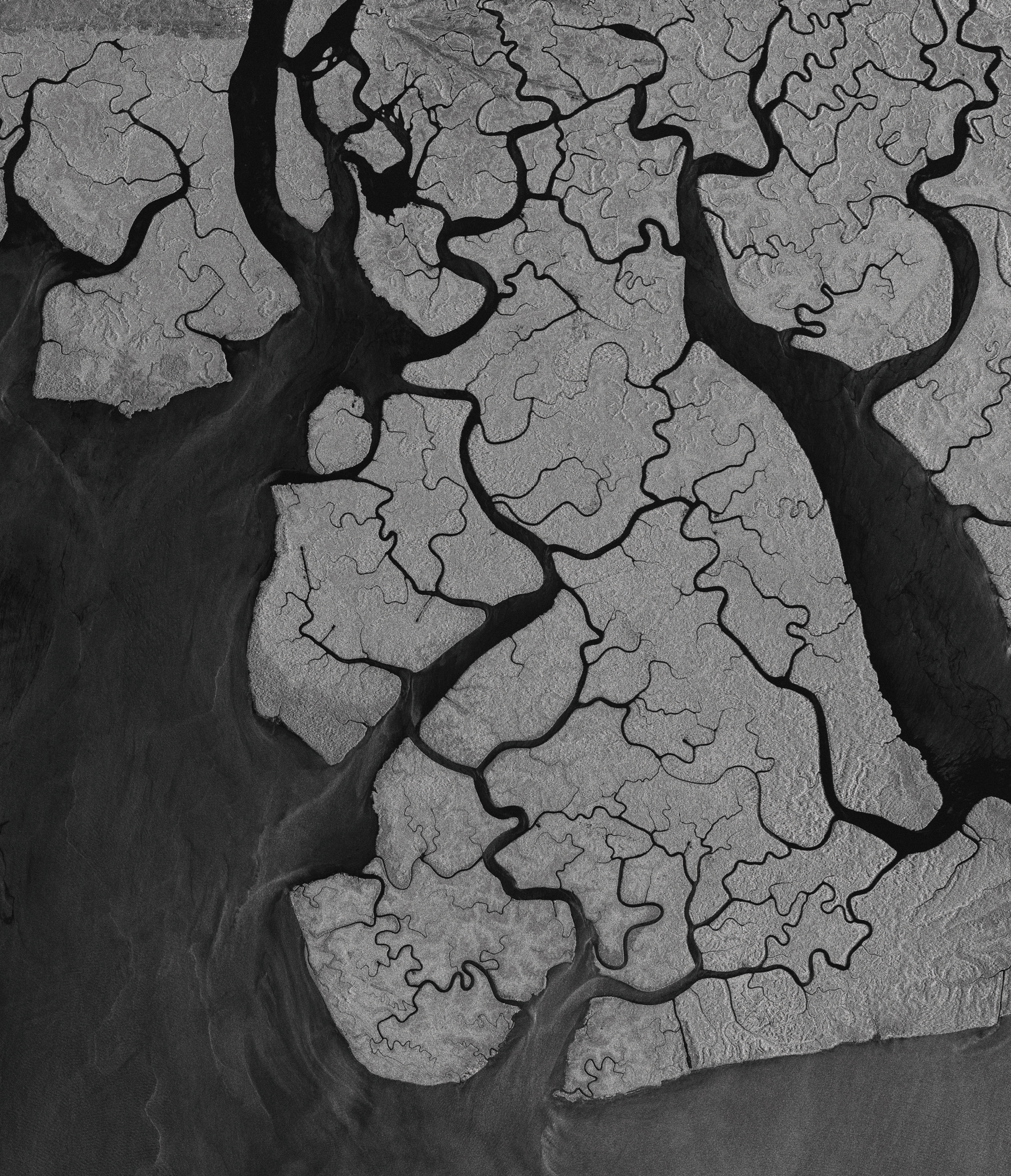
TerraSAR-X Aufnahme der Halbinsel

Die Bakassi-Halbinsel liegt zwischen dem Cross-River-Ästuar im Westen, und dem Rio-del-Rey-Ästuar im Osten die durch Kanäle miteinander verbunden sind. Sie befindet sich in den Tropen und ist von Mangrovensümpfen bedeckt. Im Westen trennt das Akwabana Creek die kleinere Insel Akwabana ab, im Osten befindet sich die Halbinsel Erong. Die größten Dörfer sind Idabato, Jabama, Forisane und Kombo a Munja. Der westlichste Punkt von Bakassi wird Sandy Point genannt, der östlichste Cape Bakassi.
Die Halbinsel bildete zur Zeit der nigerianischen Herrschaft das südlichste der 18 Local Government Areas des Bundesstaates Cross River. Bei der vorletzten nigerianischen Volkszählung 1991 hatte das Gebiet 3.827 Bewohner und damit eine Bevölkerungsdichte von 6 Einwohnern je km². Einer Angabe von 2008 zufolge hat das Gebiet bis zu 300.000 Einwohner, von denen sich nach der Übergabe an Kamerun etwa 30.000 nach Nigeria umsiedeln ließen.
Die Bewohner Bakassis gehören zum Volk der Efik.

## Geschichte

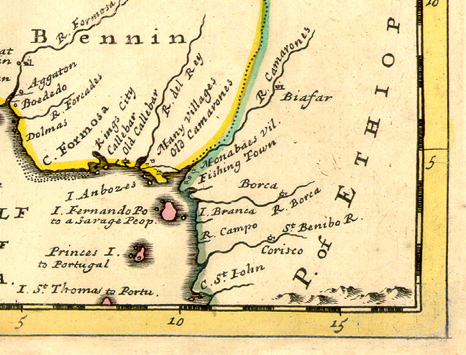
Ausschnitt einer Karte von 1729

Um 1450 wurde auf Bakassi ein Königreich gegründet, das Teil des Königreichs von Calabar war und dem Obong von Calabar unterstand. Dieser schloss 1882 einen Handelsvertrag und 1884 einen Schutzvertrag mit Großbritannien ab, in denen der Verfügungsanspruch des Obong über die Halbinsel garantiert wurde. Großbritannien schloss 1913 allerdings einen Grenzvertrag mit dem Deutschen Kaiserreich ab, der die Bakassi-Halbinsel der deutschen Kolonie Kamerun zusprach, ohne die Ansprüche der lokalen Herrscher zu berücksichtigen. Die Zugehörigkeit des südlichen Teils des britischen Mandatsgebietes zu Kamerun wurde 1961 in einer Volksabstimmung und 1975 mit der Maroua-Deklaration zwischen den Staatsoberhäuptern Ahmadou Ahidjo (Kamerun) und Murtala Mohammed (Nigeria) bestätigt. Die Maroua-Deklaration wurde jedoch nach dem Tod Mohammeds von dessen Nachfolger Olusegun Obasanjo nicht mehr ratifiziert.

### Grenzkonflikt
Obwohl Nigeria die Kolonialgrenzen bei der Gründung der Organisation für Afrikanische Einheit (OAU) anerkannte, begehrte man die Bakassi-Halbinsel wegen ihres Fisch-, Gas- und Erdölreichtums und ihrer strategischen Lage sowie aus innenpolitischen Gründen. Nachdem es bereits 1981 und 1991 zu militärischen Zwischenfällen gekommen war, landeten im Herbst 1993 nigerianische Polizeipatrouillen und im Januar 1994 anschließend Truppen auf Bakassi und besetzten zwei vorgelagerte Inseln. Die Regierung Nigerias begründete dies mit der Tötung von sechs nigerianischen Fischern durch kamerunische Streitkräfte. Daraufhin kam es mehrmals zu Scharmützeln, die insgesamt 46 Todesopfer forderten, und erneut im Februar und April 1996 zu größeren Gefechten, bei denen einige Soldaten getötet und zahlreiche verletzt wurden. Auch im Frühjahr 1998 zog Kamerun nigerianischen Angaben zufolge 5000 Soldaten zusammen, es liegen aber keine Meldungen über militärische Zwischenfälle vor.
Trotz eines Beistandpaktes mit Kamerun unterstützte Frankreich das Land nicht militärisch, sondern setzte sich nur im UNO-Sicherheitsrat für Verhandlungen ein, Togos Staatschef Gnassingbé Eyadéma bot sich als Vermittler an. 1994 trug Kamerun den Konflikt vor den Internationalen Gerichtshof, der im Oktober 2002 zugunsten Kameruns entschied, kamerunische Entschädigungsforderungen aber zurückwies. Obwohl beide Länder nach einem Treffen in Paris versprochen hatten, das bindende Urteil des Internationalen Gerichtshofs zu akzeptieren, wies Nigeria es zurück. Erst nach mehreren Treffen der jeweiligen Staatspräsidenten unter der Schirmherrschaft des UNO-Generalsekretärs Kofi Annan, bei denen auch die Bildung einer Bakassi-Kommission beschlossen wurde, und jahrelangen Vermittlungsbemühungen des UN-Büros für Westafrika übergab Nigeria im August 2006 die Bakassi-Halbinsel an Kamerun und zog seine rund 3000 Soldaten ab. Nach dem Rückzug der nigerianischen Truppen im August 2006 versuchten Clanchefs, die Unabhängigkeit der Insel als Republik Bakassi auszurufen. Der westliche Teil blieb noch während zweier Jahre unter nigerianischer Verwaltung.
Am 14. August 2008 wurde die Bakassi-Halbinsel unter strengen Sicherheitsvorkehrungen vollständig von Nigeria an Kamerun übergeben.